# Nuoto ai campionati mondiali di nuoto 2023 - Staffetta 4x100 metri stile libero maschile
La gara di nuoto della staffetta 4x100 metri stile libero maschile dei campionati mondiali di nuoto 2022 è stata disputata il 23 luglio 2023 presso il Marine Messe Fukuoka di Fukuoka. Vi hanno preso parte 22 squadre nazionali.
La competizione è stata vinta dalla squadra australiana, formata da Jack Cartwright, Flynn Zareb Southam, Kai Taylor e Kyle Chalmers, mentre l'argento e il bronzo sono andati rispettivamente alla squadra italiana, formata da Alessandro Miressi, Thomas Ceccon, Lorenzo Zazzeri e Manuel Frigo, e a quella statunitense, formata da Ryan Held, Jack Alexy, Chris Guiliano e Matthew King.

## Podio
| Posizione | Nazione     | Atleti                                                                          |
| --------- | ----------- | ------------------------------------------------------------------------------- |
| Oro       | Australia   | Jack Cartwright Flynn Zareb Southam Kai Taylor Kyle Chalmers Matthew Temple*    |
| Argento   | Italia      | Alessandro Miressi Manuel Frigo Lorenzo Zazzeri Thomas Ceccon Leonardo Deplano* |
| Bronzo    | Stati Uniti | Ryan Held Jack Alexy Chris Guiliano Matthew King Destin Lasco* Justin Ress*     |

* Indica i nuotatori che hanno preso parte solo alle batterie

## Programma
| Data           | Ora (UTC+2) | Turno    |
| -------------- | ----------- | -------- |
| 23 luglio 2023 | 13:14       | Batterie |
| 23 luglio 2023 | 21:43       | Finale   |

## Record
Prima della competizione il record del mondo e il record dei campionati erano i seguenti:
| Record mondiale       | 3'08"24 | Stati Uniti Michael Phelps (47"51) Garrett Weber-Gale (47"02) Cullen Jones (47"65) Jason Lezak (46"06) | 11 agosto 2008 Pechino, Cina          |
| Record dei campionati | 3'09"06 | Stati Uniti Caeleb Dressel (47"63) Blake Pieroni (47"49) Zachary Apple (46"86) Nathan Adrian (47"08)   | 21 luglio 2019 Gwangju, Corea del Sud |

Nel corso della competizione non sono stati migliorati.

## Risultati

### Batterie
| Pos. | Batteria | Corsia | Nazione       | Atleti | Tempo   | Note |
| ---- | -------- | ------ | ------------- | --- | ------- | ---- |
| 1    | 3        | 4      | Stati Uniti   | Chris Guiliano (48"30) Destin Lasco (47"95) Matthew King (47"50) Justin Ress (47"88)                                    | 3'11"63 | Q    |
| 2    | 3        | 5      | Australia     | Jack Cartwright (48"29) Matthew Temple (48"19) Kai Taylor (47"59) Flynn Zareb Southam (47"57)                           | 3'11"64 | Q    |
| 3    | 2        | 4      | Italia        | Alessandro Miressi (48"10) Leonardo Deplano (48"42) Lorenzo Zazzeri (47"91) Manuel Frigo (48"10)                        | 3'12"53 | Q    |
| 4    | 2        | 3      | Canada        | Ruslan Gaziev (48"38) Javier Acevedo (48"55) Edouard Fullum-Huot (48"96) Joshua Liendo (47"60)                          | 3'13"49 | Q    |
| 5    | 3        | 7      | Cina          | Wang Haoyu (48"37) Chen Juner (48"26) Yang Jintong (49"54) Pan Zhanle (47"37)                                           | 3'13"54 | Q    |
| 6    | 2        | 6      | Spagna        | Sergio de Celis (48"81) Luis Domínguez (48"39) Mario Mollà (48"63) César Castro (47"94)                                 | 3'13"77 | Q    |
| 7    | 3        | 6      | Brasile       | Marcelo Chierighini (48"87) Guilherme Caribé (47"84) Felipe Ribeiro (48"34) Victor Alcará (48"77)                       | 3'13"82 | Q    |
| 8    | 2        | 2      | Israele       | Tomer Frankel (49"10) Denis Loktev (48"01) Ron Polonsky (48"83) Gal Cohen Groumi (48"09)                                | 3'14"03 | Q,   |
| 9    | 2        | 0      | Germania      | Rafael Miroslaw (49"11) Josha Salchow (47"92) Luca Armbruster (48"82) Peter Varjasi (48"19)                             | 3'14"04 |      |
| 10   | 3        | 2      | Serbia        | Velimir Stjepanović (48"76) Andrej Barna (47"68) Nikola Aćin (49"01) Uroš Nikolić (48"91)                               | 3'14"36 |      |
| 11   | 3        | 3      | Ungheria      | Nándor Németh (48"20) Szebasztián Szabó (48"43) Dániel Mészáros (48"96) Hubert Kós (48"83)                              | 3'14"42 |      |
| 12   | 3        | 8      | Francia       | Hadrien Salvan (48"70) Max Berg (48"62) Guillaume Guth (48"94) Florent Manaudou (48"28)                                 | 3'14"54 |      |
| 13   | 3        | 9      | Giappone      | Katsuhiro Matsumoto (48"54) Masahiro Kawane (49"35) Tomonobu Gomi (48"85) Katsumi Nakamura (48"10)                      | 3'14"84 |      |
| 14   | 2        | 1      | Polonia       | Kamil Sieradzki (49"06) Kacper Stokowski (49"01) Adrian Jaśkiewicz (49"62) Ksawery Masiuk (47"96)                       | 3'15"55 |      |
| 15   | 3        | 0      | Grecia        | Andreas Vazaios (49"18) Apostolos Christou (49"30) Odysseus Meladinis (48"99) Kristián Goloméev (48"39)                 | 3'15"86 |      |
| 16   | 2        | 7      | Svezia        | Björn Seeliger (49"07) Robin Hanson (49"30) Elias Persson (49"47) Isak Eliasson (48"76)                                 | 3'16"07 |      |
| 17   | 3        | 1      | Corea del Sud | Lee Ho-joon (49"21) Ji Yu-chan (48"81) Yang Jae-hoon (49"08) Kim Ji-hun (49"05)                                         | 3'16"15 |      |
| 18   | 2        | 8      | Singapore     | Quah Zheng Wen (49"68) Jonathan Tan (48"62) Mikkel Lee (49"34) Glen Jun Wei Lim (50"25)                                 | 3'17"89 |      |
| 19   | 1        | 4      | Venezuela     | Alberto Mestre Vivas (50"21) Emil Pérez (51"39) Jorge Otaiza (50"82) Alfonso Mestre Vivas (52"69)                       | 3'25"11 |      |
| 20   | 1        | 5      | Thailandia    | Dulyawat Kaewsriyong (51"11) Navaphat Wongcharoen (52"12) Ratthawit Thammananthachote (52"50) Tonnam Kanteemool (51"45) | 3'27"18 |      |
| 21   | 2        | 9      | Vietnam       | Hoàng Quý Phước (51"32) Lương Jeremie Loic Nino (50"76) Trần Hưng Nguyên (52"46) Nguyễn Quang Thuấn (53"09)             | 3'27"63 |      |
| -    | 2        | 5      | Gran Bretagna | Lewis Burras (48"61) Matthew Richards (46"89) Jacob Whittle (47"37) Duncan Scott (47"60)                                | -       | dq   |
| -    | 1        | 3      | Messico       | | -       | dns  |

### Finale
| Pos.    | Corsia | Nazione     | Atleti                                                                                            | Tempo   | Note |
| ------- | ------ | ----------- | ------------------------------------------------------------------------------------------------- | ------- | ---- |
| Oro     | 5      | Australia   | Jack Cartwright (47"84) Flynn Zareb Southam (47"85) Kai Taylor (47"91) Kyle Chalmers (46"56)      | 3'10"16 |      |
| Argento | 3      | Italia      | Alessandro Miressi (47"54) Manuel Frigo (47"79) Lorenzo Zazzeri (48"13) Thomas Ceccon (47"03)     | 3'10"49 |      |
| Bronzo  | 4      | Stati Uniti | Ryan Held (48"16) Jack Alexy (47"56) Chris Guiliano (47"77) Matthew King (47"32)                  | 3'10"81 |      |
| 4       | 2      | Cina        | Pan Zhanle (47"67) Chen Juner (47"85) Wang Changhao (48"89) Wang Haoyu (46"97)                    | 3'11"38 |      |
| 5       | 6      | Canada      | Joshua Liendo (48"17) Ruslan Gaziev (47"30) Finlay Knox (48"70) Javier Acevedo (47"88)            | 3'12"05 |      |
| 6       | 1      | Brasile     | Marcelo Chierighini (48"84) Guilherme Caribé (46"76) Felipe Ribeiro (48"40) Victor Alcará (48"71) | 3'12"71 |      |
| 7       | 8      | Israele     | Tomer Frankel (48"43) Denis Loktev (48"46) Ron Polonsky (49"07) Gal Cohen Groumi (48"57)          | 3'14"53 |      |
| 8       | 7      | Spagna      | Sergio de Celis (48"77) Luis Domínguez (48"47) Mario Mollà (48"86) César Castro (48"54)           | 3'14"64 |      |